# Первая волна
«Первая волна» (англ. First Wave) — канадско-американский фантастический телесериал, созданный Крисом Бракато, премьера которого состоялась в Канаде на канале SPACE: The Imagination Station 9 сентября 1998 года, в США на Sci-Fi Channel, а в России — на ТВ-6 и ТВ Центр. Исполнительным продюсером сериала был Фрэнсис Форд Коппола. В конце третьего сезона из-за низких просмотров сериал был отменён.
Сериал был снят в Ванкувере, Канада.

## Сюжет
Жизнь бывшего вора Лоренса Кинкейда «Кейда» Фостера, ставшего специалистом по безопасности, была идеальной: прекрасная жена, хорошая работа и уютный дом. Без его ведома, он становится объектом 117 в эксперименте гуа (инопланетная раса) для проверки человеческой выносливости. Для этого эксперимента его жизнь разрушается: заморозка счетов, увольнение с работы, а также убийство его жены, в котором его же и обвинили. Из 117 подопытных кроликов только он смог решить загадки эксперимента и сбежать из рук полиции, становясь беглецом. Гуа внедрились в человеческое общество в форме клонов-гибридов и планируют порабощение людей — это первая из трёх волн для захвата и уничтожения нашей расы. Полиция постоянно следует за главным героем. Фостер находит затерянные катрены Нострадамуса, которые предсказывают конец света от трёх волн, если «дважды благословенный» их не остановит. Догадавшись, что речь идёт о нём, Фостер расследует события, предсказанные этими четверостишиями, надеясь узнать что-то важное для предотвращения вторжения гуа.
«Безумный Эдди Намбулус» (настоящее имя — Лэрри Пизински, обычно фигурирует как «Эдди» или «Безумный Эдди») — хакер, который помогает Кейду, размещая его дневники на сайте своей электронной газеты «Параноидные времена». Он использует дневники Фостера, чтобы рассказать людям, что «чужие здесь, ходят среди нас, закладывают основу грядущему вторжению». Он перевёл предсказания Нострадамуса в свой компьютер и сверяет их с происходящими событиями. Кроме того, он часто занимается взломом и добычей информации, необходимой Фостеру.
Один из гуа по имени Джошуа не согласен с тем, что вторжение необходимо. Хотя он хочет лучшего для своего народа, он тайно помогает Кейду и Эдди остановить «вторую волну» — вторжение. Он объясняет это тем, что если каждый из 117 людей является таким же целеустремлённым и выносливым как Фостер, то вторжение заранее обречено либо на провал, либо на ужасающие жертвы со стороны гуа. Джошуа видит много общего между прежними гуа и человечеством.
В третьем сезоне Кейд встречается с Джордан Рэдклифф, которая является лидером подпольной группировки, охотящейся на гуа.
Также в третьем сезоне объявляется главный враг Фостера — лидер вторжения Мабус. По предсказанию Нострадамуса — это третий и последний Антихрист (после Наполеона и Гитлера). Мабус является пророком гуа со сверхъестественными способностями.
На седьмом рассвете седьмого дня,

Дважды благословленный будет бродить по полям.

Обречённый уйти к теням вместе с братьями своими,

Или стать спасителем всех, кто ходит по Земле.

## История гуа
Гуа — инопланетная раса, гораздо старше человечества, как и их звёздная система. В девятой серии первого сезона «Джошуа» Джошуа объясняет, что их звезда в последней фазе существования — красный гигант (что, впрочем, противоречит словам Трента — друга Джошуа, который в 8 серии 2 сезона сказал, что умирает планета (а не звезда), и что, если потратить все силы и средства на их родной планете, её можно спасти (спасение звезды вряд ли было бы возможно, учитывая, что гуа, хотя и технологически совершеннее человека, но всё же не настолько)). Очень давно гуа были мирным народом и занимались самоисследованием. Но их планета когда-то, как и ныне Земля, была атакована чужими. Вскоре после начала вторжения, когда их раса уже почти была сломлена, появился лидер, который повёл за собой народ, и чужие были повержены. После этого они взяли себе новое название — гуа, что на их языке означает «Непобедимая сила». Отныне гуа побеждали в любой войне, в которую были втянуты. Вскоре их планета стала погибать, и тогда они стали искать другое место для жизни. Так было запланировано вторжение на Землю.
Так как расстояние между планетами очень велико, гуа разработали способ перемещения на Землю через червоточины в пространстве. Они перемещают небольшие шарики, которые в контейнерах, замаскированных под метеорит, падают на Землю. На шариках записано их сознание, которое переселяется в искусственное тело, называемое «оболочкой», «клоном». Если гуа умирает, его тело в тот же момент испаряется, не оставляя улик. Такое «испарение» применяется также в некоторых экспериментах, чтобы в случае их обнаружения, технологии и эксперименты гуа не оставляли за собой информации. Позже доказано, что тело клона не испаряется, если в него не было записано сознание гуа.
В каждом теле находится маленькая часть ДНК гуа, давая им улучшенные силу, скорость, разум и возможность регенерации. Задача гуа — подготовить планету для Второй Волны. Джошуа заметил, что его нынешнее тело — уже третье.
В третьем сезоне Джошуа рассказал, что как минимум одна другая раса была захвачена и уничтожена несколько веков назад. По видимому, некоторые члены этой расы имели способность предсказывать будущее.

## Список серий

### Первый сезон
- 1.01 — «Объект 117» — когда бывший вор, а теперь специалист по безопасности, Кейд Фостер узнаёт что он стал невольным участником опыта пришельцев, они убивают его жену и обвиняют его в убийстве.
- 1.02 — «Сумасшедший Эдди» — Кейд является беглецом от закона, пытающегося убедить мир в грядущем вторжении из космоса. Ради этого, он разыскивает странноватого издателя интернет-бюллетеня о теориях заговора.
- 1.03 — «Мата Хари» — Кейд внедряется в университет, пытаясь предотвратить попытку шпионки обладающей телекинезом отключить планетарную систему обороны.
- 1.04 — «Гипноз» — Кейд исследует группу терапии, утверждающую что они были похищены инопланетянами, пытаясь узнать действительно ли они были похищены или же группа является фасадом для пришельцев.
- 1.05 — «Эликсир» — расследуя дело о девушке, состарившейся до 80-и в течение нескольких минут, Кейд узнаёт о существовании омолаживающего эликсира созданного пришельцами, но его эффект лишь временный.
- 1.06 — «Разные языки» — присоединившись к культу, предупреждающему людей о грядущем вторжении, Кейд узнаёт, что харизматичный лидер культа сам является одним из пришельцев.
- 1.07 — «Рыба с лёгкими» — Кейд путешествует в Индиану, чтобы расследовать утверждение мальчика о странной рыбе с лёгкими, и узнаёт о попытке инопланетян создать существ, способных выживать в воде и на суше.
- 1.08 — «Книга теней» — прибыв в Сейлем, Орегон, Кейд узнаёт о суде ведьмы за убийство трёх известных граждан, которые по её утверждению были демонами, а на самом деле — пришельцами.
- 1.09 — «Джошуа» — находясь в бегах в лесах Монтаны, Кейд берёт в плен федерального агента, который оказывается пришельцем, испытывающим сомнения о захвате Земли.
- 1.10 — «Мильный столб 262» — Кейд путешествует в штат Миссури, чтобы расследовать дело об исчезнувшем гонщике, и находит останки опыта гуа тридцатилетней давности в районе мильного столба 262.
- 1.11 — «Мотель Калифорния» — проводя расследование в небольшой гостинице в Калифорнии, Кейд невольно становится одним из «подопытных кроликов» очередного опыта гуа, направленного на создание галлюцинаций у людей.
- 1.12 — «Разведение потомства» — Кейд нанимается тренером по бегу в частную школу в Новой Англии, чтобы расследовать слухи о студентах со сверхчеловеческими способностями.
- 1.13 — «Синяя агава» — Кейд связывается с лучшей подругой своей покойной жены и обнаруживает, что она и другие члены её клуба являются участниками опыта гуа по чтению памяти людей с помощью червя-паразита.
- 1.14 — «Пригород» — Кейд проводит расследование прекрасной женщины-гуа, которая использует феромоны, чтобы соблазнять мужчин и заставлять их делать, что она хочет.
- 1.15 — «Ящик» — вернувшись домой, чтобы навестить могилу жены, Кейд попадает в руки полиции и подвергается допросу, но ему удаётся сбежать и узнать ценную информацию о целях гуа на Земле.
- 1.16 — «Нежелательные» — пытаясь узнать, являются ли важными исследования профессора физики о червоточинах, Кейд узнаёт, что его защищает женщина-гуа, влюбившаяся в него. Из-за этого командование гуа послало Джошуа убить её. Джошуа и Кейд соглашаются что их цели не являются противоречивыми.
- 1.17 — «Вторая волна» — прибыв в пригород после слухов о наблюдении НЛО, Кейд узнаёт, что начинается полномасштабное вторжение, а сам он попадает в подвал с группой людей, подозревающих друг друга.
- 1.18 — «Слепой свидетель» — Кейд притворяется пациентом в захудалой городской больнице, где в результате опыта гуа слепая женщина не только обрела частичную способность видеть, но ещё и различать людей и гуа.
- 1.19 — «Наводнение» — Кейд притворяется охотником за наградой в поисках преступника и прибывает в городок, в котором уже два года подряд не прекращается дождь. Кейд считает что за этим феноменом стоят гуа.
- 1.20 — «Мелодия» — Кейд расследует случай с музыкальной группой, чьи песни вызывают приступы жестокого поведения.
- 1.21 — «Время после» — женщина прибывает из будущего, чтобы спасти Кейда от убийства и изменить ход истории.
- 1.22 — «Решение» — гуа созывают трибунал, чтобы решить, стоит ли начать вторую волну. Джошуа агитирует против, ссылаясь на то, что если каждый 117-й человек обладает силой воли Кейда Фостера, то вторжение зараннее обречено на провал.

### Второй сезон
- 2.01 — «Цель 117» — на Землю прибывает женщина-воин гуа чтобы проверить боевой потенциал Кейда.
- 2.02 — «Глубокая глотка» — Кейд пытается вывести на чистую воду сенатора который ставит палки в колёса космической программе США.
- 2.03 — «Апостолы» — Кейд притворяется журналистом чтобы расследовать группу байкеров и пропавшего человека. Он узнаёт что Апостолы (самоназвание байкеров) знают о гуа и используют жестокие методы по их выявлению и уничтожению.
- 2.04 — «Видение» — Кейд путешествует в штат Мэн чтобы расследовать загадочную смерть экстрасенса.
- 2.05 — «Канал» — молодая женщина попадает в аварию и находится в состоянии клинической смерти. Очнувшись, она начинает загробным голосом цитировать затерянные четверостишья Нострадамуса. У Кейда появляется реальный шанс пообщаться с древним пророком.
- 2.06 — «Красный флаг» — Кейд пытается раскрыть попытку гуа внедриться в войска США.
- 2.07 — «Молитва для белого человека» — Кейд притворяется журналистом чтобы расследовать попытку построить казино на индейской резервации.
- 2.08 — «Очищение» — покушение на жизнь министра гуа приводит к хаосу на собрании выдающихся пришельцев.
- 2.09 — «Затерянные души» — Фостер расследует опыт гуа, приводящий к погребениям заживо.
- 2.10 — «Ограбление» — Кейд вновь встречает своих бывших партнёров по преступлению, но все попадают под воздействие инопланетного устройства.
- 2.11 — «Огайские футболисты» — Кейд пытается найти доказательства очередного опыта гуа, проводившегося на футболистах.
- 2.12 — «Под покровом ночи» — гуа пытаются обманом заставить Кейда раскрыть местонахождение затерянной книги Нострадамуса.
- 2.13 — «Нормал, Иллинойс» — Кейд путешествует в городок Нормал чтобы расследовать загадочные смерти подростков от нейрологических расстройств.
- 2.14 — «Всё об Эдди» — Сумасшедший Эдди направляется на съезд выпускников своей школы, где на него выходят агенты гуа.
- 2.15 — «Место для игр» — молодой парень совершает серию бессмысленных убийств, после пребывания в парке развлечений пришельцев.
- 2.16 — «Урожай» — гуа собирают человеческие гормоны чтобы воспользоваться их лечебными свойствами.
- 2.17 — «Рубикон» — Кейд становится национальным героем якобы раскрывшим миру существование пришельцев, но не является ли это слишком хорошей мечтой?
- 2.18 — «Гладиатор» — Кейд и его старый сосед по-камере расследуют опыт гуа, связанный с подпольным бойцовским клубом.
- 2.19 — «Суд Джошуа Бриджеса» — гуа судят Джошуа по подозрению в симпатии людям и измене своему народу.
- 2.20 — «Подпольный мир» — Фостер узнаёт об опыте гуа со связями с мафией.
- 2.21 — «Завтра» — Кейд просыпается через 11 лет после вторжения, где сам он является лицом пропаганды захватчиков.
- 2.22 — «Верующие» — Кейд и Эдди захватывают телестанцию, пытаясь рассказать миру о грядущем вторжении.

### Третий сезон
- 3.01 — «Мабус» — к борьбе Кейда и Эдди присоединяется женщина по имени Джордан Рэдклифф. Тем временем, гуа создают клона Кейда.
- 3.02 — «Нация воронов» — Кейд знакомится с девушкой которая спасла его. Она возглавляет людей готовых к восстанию против гуа.
- 3.03 — «Пришествие всадника» — Кейд расследует загадочную смерть вирусолога.
- 3.04 — «ГУЛАГ» — Кейд попадает в цикличный мир, являющийся тюрьмой для Джошуа, где он постоянно пытается предотвратить уничтожение Земли после провала вторжения. Но Фостер не единственный чужак в этом мире — за ним по пятам следует Кейн, двойник Джошуа.
- 3.05 — «Побег Фрэнсиса Джеффриса» — Кейд расследует убийство учёного, в котором обвиняется его дочь.
- 3.06 — «Всё ещё на свободе» — Работающая в полицейском участке девушка погибает, едва успев сообщить, что у неё есть доказательства невиновности Фостера. Кейд пытается выяснить, что это за документы.
- 3.07 — «Убежище» — Эдди попадает в психушку, чтобы помочь упрятанным туда пришельцами судье.
- 3.08 — «Глаза гуа» — Наделенный уникальными способностями гуа совершает ритуальные убийства избранных людей по заданию Мабуса. Фостер и Джошуа вынуждены объединить усилия, чтобы остановить убийцу.
- 3.09 — «Глядящие в небо» — Девушка-агент «Нации воронов» загадочно погибает в небольшом городке. Расследуя её смерть. Кейд и Джордан понимают, что все люди в городе запуганы инопланетянами.
- 3.10 — «План» — фракция генералов гуа, вместе с Джошуа, просят помощи у Кейда чтобы убить Мабуса.
- 3.11 — «Ребенок, рождённый в среду» — Смертельно больная маленькая девочка-вундеркинд посылает Эдди электронное предупреждение о готовящемся взрыве. Вскоре выясняется, что между ней и Мабусом существует ментальная связь.
- 3.12 — «Из-под земли» — Археологическая экспедиция откапывает мифический молот скандинавского бога Тора, который на самом деле является прибором для перемещения в пространстве, утерянным в средние века пришельцами.
- 3.13 — «Земля теней» — Фостер идёт к психотерапевту после серии ночных кошмаров, который помогает ему раскрыть воспоминания детства, связанные с гуа.
- 3.14 — «Наследие» — На Джордан совершается нападение на ежегодном бале фонда основанного её отцом и узнаёт шокирующую правду о его преждевременной кончине.
- 3.15 — «Край» — Фостеру вводят ДНК гуа. Он начинает постепенно превращаться в инопланетянина, и Эдди и Джордан приходится смириться, что его возможно придётся убить ради Земли.
- 3.16 — «Сосуд» — Мабус вселяется в тело компьютерного магната, чтобы уничтожить человеческую информационную сеть. Однако попытка поймать его приходит к тому, что он вселяется в тело Джордан.
- 3.17 — «Реквием» — Фостер информирует генералов «Нации воронов», что Мабус использует тело их предводительницы.
- 3.18 — «Шах и мат» — Мабус берёт Фостера в плен и пытается склонить его к сотрудничеству телом Джордан.
- 3.19 — «Чёрный ящик» — Фостер и Эдди обнаруживают место падения загадочного самолёта, который оказывается стелс-бомбардировщиком гуа с бомбой в десять раз мощнее атомной боеголовки.
- 3.20 — «Под чёрным небом» — Фостер встречается с загадочным человеком, который спас его в детстве от гуа. Тот учит Фостера мудрости прощения и готовит его к финальному сражению.
- 3.21 — «Последний город» — Фостер попадает в будущее, надеясь отыскать Молот Тора, который может предрешить судьбу сражения с пришельцами. Однако он обнаруживает лишь жалкую горстку повстанцев и самого себя, который давным-давно потерял всякую надежду на победу.
- 3.22 — «Дважды благословенный» — Мабус (в теле сына Фостера и Джордан) ловит героев и пытается манипулировать их сознаниями, чтобы инициировать Вторую волну. Фостеру необходимо понять что является реальностью, а что — лишь вымысел.

## Главные роли
- Кейд Фостер — Себастьян Спенс
- «Сумасшедший» Эдди Намбулус — Роб ЛаБэлл
- Джошуа Бриджес / Кейн — Роджер Р. Кросс
- Джордан Рэдклифф — Трейси Лордс